# 왕 (중국 성씨)

왕([wáng]王)씨는 중국의 성씨 및 타이완, 베트남의 성씨이다.

## 중국
왕(王, Wang) 성은 중국 국가 통계국의 2010년 제6차 전국인구조사(第六次全國人口普查)에서 8,890만 명으로 조사되었다. 중국 성씨 인구 순위 2위이며, 중국 인구의 7.41%, 한족 인구의 7.65%를 차지한다. 산서, 하북, 하남에 가장 많다.
왕씨는 범용 성씨 이므로 기록이 전해오지 않더라도 중국 대부분의 한족, 선비족 왕조 계통이 포함한다. 연원은 대체로 10가지 정도로 전해지는데, 실제 알려진 연원 보다 다양한 근원이 있으며 리, 장, 진, 유처럼 흔한 성이다. 중국에서 왕씨는 허난 왕씨가 처음이었지만 인구수는 적으며, 다수는 주나라 계통으로 알려지고 있다. 또 규성으로 알려진 전안(田安)의 후손이 산동 왕씨라고 한다. 야사에는 귀곡자가 초나라 출신으로 후손들이 왕씨 성을 사용했다는 주장도 있다. 왕씨는 중국의 소수민족의 사용 빈도가 높은 성이며, 5호 16국 시대 선비족, 몽골족, 기타 만주족도 왕성이 가졌다. 유명한 인물로 왕전, 왕분이 있는데 진나라 장군으로서 실제로 중국을 통일하는 역할을 하였다. 신나라 왕망(王莽)은 주나라 제도를 부활하여 시행하려고 해서 주나라 계통으로 보는 시각도 있고, 산동 출신이라서 규성 왕씨라는 이야기도 있다. 일부 중국 규성 가문들은 왕망을 규성으로 규정하고, 왕망의 일족은 탄압을 받아 요(姚:야오), 정(丁)씨로 고쳤다고 주장하기도 한다. 왕씨는 인구수가 많은 만큼 가짜 성을 만들어 쓰는 경우도 고대 부터

## 같이 보기
- 王姓
- 汪姓